# HD web
HD WEB (High Definition Web) es la resolución nueva que usan los sitios de Internet desarrollados en Macromedia Flash donde es necesario visualizar fotografías y videos en tamaños grandes, la resolución mínima en los sitios web debe ser de 1600x1024 pixeles, o podrá ser menor siempre y cuando la navegación interna abarque 1600 pixeles de ancho y haya despliegues con los scrolls.
El uso de las siglas o el logo HD WEB en sitios de Internet está informando que el sitio está desarrollado en resoluciones superiores a las estándar de 800x600 y 1024x768 pixeles y no se está refiriendo a la conexión de banda ancha donde uno puede ver video en alta definición.
La idea de HD WEB es motivar a los desarrolladores que usan Macromedia Flash a expandir su creatividad al usar una mayor área visual donde el visitante del sitio tenga una mayor dimension visual y una navegación interactiva.
Es muy importante no confundir video en HD para transmitirse por Internet con banda ancha, que HD WEB que es la medida asignada de 1600x1024 pixeles a un sitio de Internet.